# Poemat dydaktyczny
Poemat dydaktyczny – dłuższy utwór wierszowany o charakterze rozprawy pouczającej. Stworzony został przez Hezjoda w poemacie Prace i dnie (VII w.p.n.e.). Poemat dydaktyczny miał wiele wspólnego z poematem opisowym i poematem filozoficznym. Współcześnie do jego tradycji sięga tzw. poezja traktatowa, np. Traktat moralny i Traktat poetycki Czesława Miłosza.
Inne poematy:
- Fajnomena – dzieło Aratosa z epoki aleksandryjskiej III wieku p.n.e.
- Georgiki – Wergiliusz
- Sztuka poetycka – Horacy
- Sztuka kochania – Owidiusz